# Il mercato del cotone a New Orleans
Il mercato del cotone a New Orleans (Le Bureau de coton à La Nouvelle-Orléans) è un dipinto del pittore francese Edgar Degas, realizzato nel 1873 e conservato al Musée des Beaux-Arts di Pau.

## Storia
Il dipinto, anche noto come Ritratti in un ufficio, è l'opera più incisiva realizzata durante il soggiorno di Degas negli Stati Uniti. Recatosi nel 1872 a New Orleans, città presso la quale la madre aveva avuto i natali, il pittore ne rimase profondamente entusiasta. Di quest'ardore ci rimane una testimonianza letteraria nella lettera che il pittore indirizzò all'amico Lorentz Frölich, cui confidò:
(Edgar Degas)
Il mercato del cotone a New Orleans, tuttavia, non va assolutamente inteso come una «foto-ricordo» (stante anche l'analogia con un'istantanea fotografica), bensì come una speculazione meramente commerciale di cui Degas si proponeva di realizzare un forte utile: egli, infatti, intendeva rivendere il dipinto a un mercante inglese di tessuti: 
(Edgar Degas)
Quest'operazione, tuttavia, non ebbe successo, e il dipinto probabilmente non piacque neanche ai parenti americani del pittore, che si ritrovò costretto a portare l'opera con sé in patria. Presentato alla seconda mostra impressionista del 1876, dove disorientò non poco il pubblico, il dipinto è esposto dal 1878 presso il museo di Belle Arti di Pau, in Francia: era il primo dipinto di Degas (e, complessivamente, degli Impressionisti) ad essere stato acquistato da un'istituzione pubblica.

## Descrizione
L'opera raffigura quattordici persone nell'ufficio di cotone dello zio intente a svolgere altrettante mansioni. L'identificazione delle varie figure, un tempo molto controversa, è stata sciolta definitivamente da John Rewald, che nel 1946 ha risolto l'identità dell'anziano signore in primo piano (si tratta di Michel Musson, colto mentre esamina il cotone) e ha riconosciuto con successo anche René De Gas (il signore immerso nella lettura del giornale locale Times-Picayaume), James Prestidge (il socio seduto su uno sgabello mentre discute con un cliente), Achille De Gas (appoggiato a una finestra), il cassiere Livandais (l'uomo chinato sui registri mentre controlla i conti) e William Bell, che propone al cliente la mercanzia.
La formula scelta è quella del «ritratto di gruppo», tipologia iconografica che vanta illustri predecessori, primo fra tutti la famosa Ronda di notte di Rembrandt. Il brano di Degas, tuttavia, si distingue perché agitato da una profonda estraneità. Proponiamo di seguito la lettura datane dal critico Bernd Growe:
(Bernd Growe)
La tavolozza del dipinto è accordata sulle armonie del nero, dell'ocra e del bianco, tinte che Degas riscalda solo in alcune parti, scegliendo in questo modo di dare una soluzione «riduttiva» dei colori. Per quanto concerne l'impianto compositivo, invece, il pittore punta su una costruzione a zig-zag che accelera la visione dal basso verso l'alto, restituendo un dinamismo che verrà riprodotto anche ne L'assenzio. Memore della lezione di Manet, infine, Degas inserisce in questo dipinto diversi brani di natura morta di pregiata fattura, come il cestino pieno di carte in basso a destra.